# Colona archboldiana
Colona archboldiana är en malvaväxtart som beskrevs av Elmer Drew Merrill och Perry. Colona archboldiana ingår i släktet Colona och familjen malvaväxter. Inga underarter finns listade i Catalogue of Life.